# Plebejus plouharnelensis
Plebejus plouharnelensis är en fjärilsart som beskrevs av Charles Oberthür 1910. Plebejus plouharnelensis ingår i släktet Plebejus och familjen juvelvingar. Inga underarter finns listade i Catalogue of Life.